# یاناتورمیش
یاناتورمیش (به قزاقی: Yanaturmysh) یک منطقهٔ مسکونی در قزاقستان است که در استان آلماتی واقع شده‌است.